# Jack McGrath (rugbista)
Jack Cormac McGrath (Dublino, 11 ottobre 1989) è un rugbista a 15 irlandese, che gioca nel ruolo di pilone con l'Ulster in Pro14.

## Biografia
McGrath iniziò a giocare a livello giovanile con il St. Mary’s con la cui prima squadra giunse fino alla finale di Coppa del Leinster persa contro l'Old Belvedere prima di entrare a far parte dell'accademia del Leinster.
Durante il periodo delle giovanili provinciali fu anche nella rappresentativa irlandese U-19 e, a seguire, U-20.
Debuttò a livello professionistico con la franchigia irlandese nell'aprile 2010 affrontando Glasgow Warriors.
L'anno seguente vinse con il Leinster l'Heineken Cup, prima di iniziare a giocare più stabilmente durante la stagione 2011-12.
Jack McGrath collezionò la sua prima presenza internazionale con l'Irlanda durante la partita contro Samoa disputata il 9 novembre 2013 a Dublino.
Giocò da titolare nei due test match casalinghi del novembre 2014 in cui gli irlandesi sconfissero il Sudafrica 29-15 e l'Australia 26-23; in seguito, dopo avere vinto per due volte il Sei Nazioni con la nazionale irlandese, fu convocato per disputare la Coppa del Mondo di rugby 2015.
Nel 2017 Warren Gatland, C.T. dei British Lions, convocò McGrath per la formazione interbritannica che avrebbe affrontato il tour in Nuova Zelanda.
Durante il tour McGrath fu utilizzato in sette incontri, tra cui tutti e tre i test match contro gli All Blacks.

## Palmarès
- Champions Cup: 3
Leinster: 2010-11, 2011-12, 2017-18
- Challenge Cup: 1
Leinster: 2012-13
- Pro14: 4
Leinster: 2012-13, 2013-14, 2017-18, 2018-19